# Chambretaud
Chambretaud – miejscowość i dawna gmina we Francji, w regionie Kraj Loary, w departamencie Wandea. W 2016 roku populacja ówczesnej gminy wynosiła 1596 mieszkańców. 
W dniu 1 stycznia 2019 roku z połączenia dwóch ówczesnych gmin – Chambretaud oraz La Verrie – powstała nowa gmina Chanverrie. Siedzibą gminy została miejscowość La Verrie. 